# Tự do hóa tài khoản vốn
Tự do hóa tài khoản vốn là việc cho tự do tiến hành chuyển đổi các tài sản tài chính trong nước thành tài sản tài chính ở nước ngoài và ngược lại theo tỷ giá hối đoái do thị trường quy định.

## Khái quát
Ở nhiều nước đang phát triển, những chuyển đổi như vậy thường bị hạn chế nghiêm ngặt bởi hàng loạt quy chế. Mục đích của sự hạn chế này là để giữ tiết kiệm ở lại trong nước và phục vụ cho đầu tư trong nước, tránh để nền kinh tế của đất nước bị ảnh hưởng bởi những cú sốc từ bên ngoài. Tuy nhiên, từ thập niên 1970 và thập niên 1980, ngày càng nhiều quốc gia nhận ra rằng chỉ tiết kiệm trong nước không đủ để đáp ứng nhu cầu tài chính cho đầu tư trong nước. Vì thế, họ đã huy động cả tiết kiệm ngoài nước dưới hình thức cho phép đầu tư trực tiếp nước ngoài và đầu tư gián tiếp. Khi chiều chuyển đổi tài sản tài chính ở nước ngoài thành tài sản tài chính ở trong nước được chấp nhận, tự nhiên các nước này bị đòi hỏi phải chấp nhận cả chiều ngược lại với lý do là để bảo vệ lợi ích của các nhà đầu tư nước ngoài. Đây chính là tự do hóa tài khoản vốn.
Tự do hóa tài khoản vốn làm cho vốn tự do luân chuyển qua biên giới quốc gia. Nó giúp cho nền kinh tế quốc gia trở nên linh hoạt hơn, hội nhập sâu hơn vào kinh tế khu vực và thế giới. Song, nó cũng làm cho nền kinh tế quốc gia trở nên dễ bị tổn thương hơn.